# Ra (España)
Ra (llamado oficialmente A Ra) es un caserío español situado en la parroquia de Boimorto, del municipio de Villamarín, en la provincia de Orense, Galicia.

## Demografía
| Gráfica de evolución demográfica de Ra entre 2000 y 2023 |
|                                                          |
| Datos según el nomenclátor publicado por el INE.         |